# Chomik europejski
Chomik europejski (Cricetus cricetus) – gatunek gryzonia z rodziny chomikowatych, największy gatunek chomika (Cricetinae), jedyny przedstawiciel rodzaju Cricetus. Gatunek synantropijny, wywodzący się ze środowisk stepowych, rozprzestrzenił się szeroko w Eurazji i zajmuje tereny od Chin aż po Holandię i Belgię. Był uznawany za poważnego szkodnika upraw rolnych człowieka. Zakres ochrony C. cricetus w Europie jest bardzo zróżnicowany. Międzynarodowa Unia Ochrony Przyrody (IUCN) w opublikowanej w czerwcu 2020 roku aktualizacji Czerwonej listy gatunków zagrożonych zalicza C. cricetus do kategorii gatunków krytycznie zagrożonych oznaczanej akronimem „CR” (ang. Critically Endangered).

## Historia odkrycia i badań
W 1965 roku Karl Sälzle opublikował pracę Thier und Mensch, Gottheit und Dämon. Das Tier in der Geistesgeschichte der Menschheit w której przedstawił fotografię paleolitycznego petroglifu odkrytego we francuskim departamencie Dordogne. Zdaniem badaczy wizerunek przedstawia scenę walki chomika europejskiego lub innego przedstawiciela chomikowatych (Cricetidae) i łasicy. Jest to prawdopodobnie najstarsze świadectwo znajomości człowieka z tymi zwierzętami.

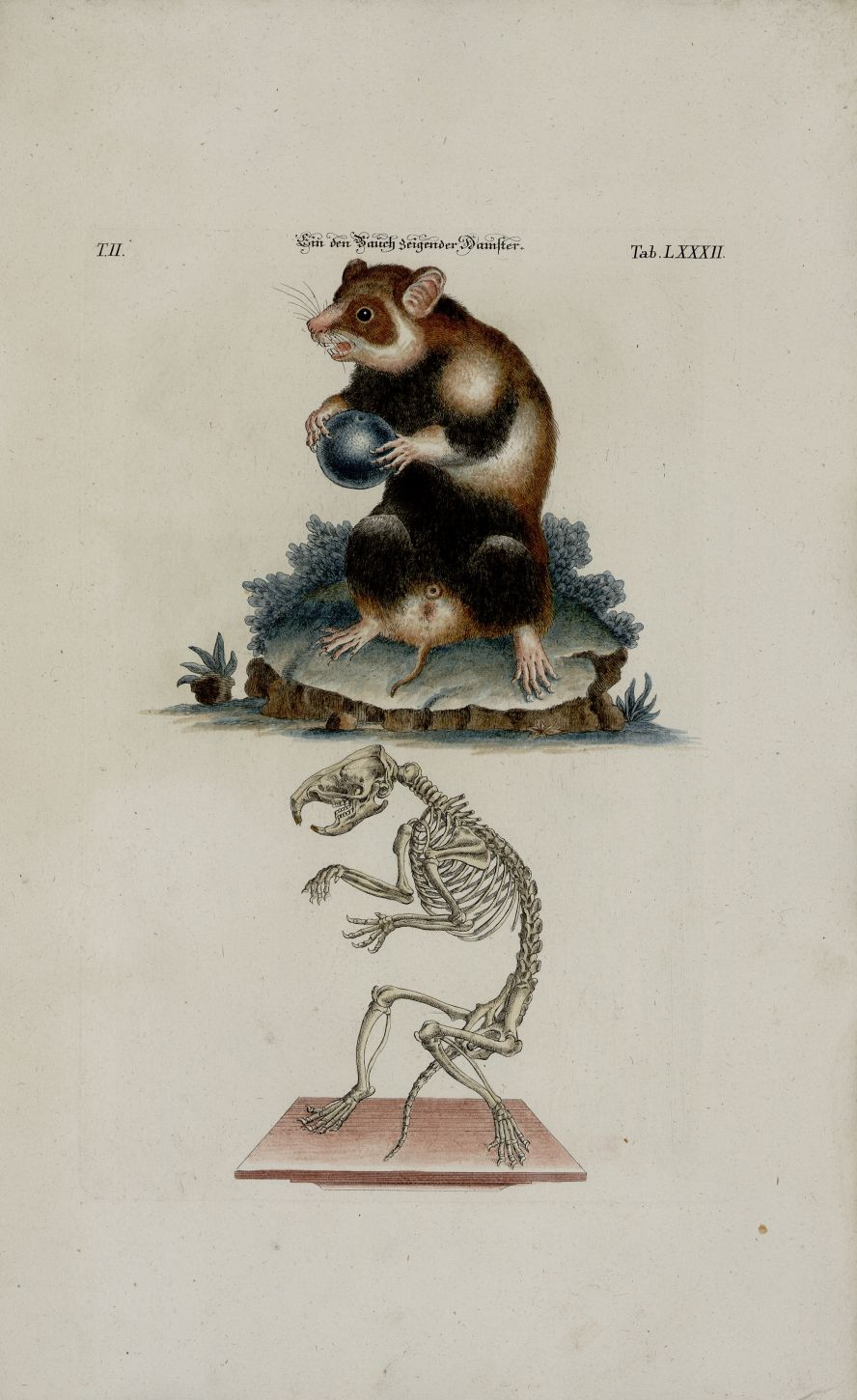
Miedzioryt przedstawiający chomika (Johann Daniel Meyer, 1752)

Po raz pierwszy chomik europejski został opisany przez Karola Linneusza w 10. edycji Systema Naturae w 1758 roku. Późniejsze wzmianki na temat lokalizacji chomika europejskiego można znaleźć w pracy polskiego przyrodnika Aleksandra Zawadzkiego w 1840 roku (Fauna der galizisch-bukowinischen Wirbelthiere) oraz w Historyi naturalnej zwierząt ssących dzikich galicyjskich zawierającej dokładne opisanie zwierząt ssących krajowych tudzież ciekawe postrzeżenia nad sposobem życia i obyczajami tychże, jako skutek dwudziestoletnich badań i doświadczeń, robionych w naturze i w wielkiej przeszło 500 różnorodnych zwierząt liczącej menażeryi Stanisława Konstantego Pietruskiego z 1853 roku. Kolejni badacze Władysław Taczanowski, Maksymilian Siła-Nowicki, Antoni Wałecki nie ograniczali się już tylko do opisu siedlisk, ale przedstawiali wyniki badań gatunku. Najszersze badania, które przyczyniły się do precyzyjnego określenia granic występowania chomika europejskiego w Polsce, przeprowadził w latach 1953–1970 Stanisław Surdacki. Szeroko zakrojone badania Surdackiego rozpoczęły się w 1953 roku na Lubelszczyźnie, gdzie przeprowadzał lokalne inwentaryzacje stanowisk susła perełkowanego i chomika europejskiego. Podczas kolejnych prac objął badaniami tereny województwa białostockiego i część warszawskiego (lata 1957–1959), zielonogórskiego, poznańskiego, wrocławskiego, opolskiego i katowickiego (gdzie w latach 1962–1964 badał populacje susła moręgowanego i chomika europejskiego), Płaskowyż Głubczycki z przyległymi obszarami (1963–1964) oraz rejon środkowego dorzecza Wisłoki (1967–1970).

## Systematyka i filogeneza
Chomik europejski jest gatunkiem gryzonia z rodziny chomikowatych (Cricetidae), podrodziny Cricetinae (chomiki) i jest jedynym przedstawicielem rodzaju Cricetus opisanego przez Nathanaela Gottfrieda Leske w 1779 roku. Pod względem morfologicznym Cricetus są zaliczane do chomików dużych. Pod względem filogenetycznym rodzaj Cricetus jest kladem, który wraz z rodzajami chomików karłowatych (Cricetulus, Tscherskia, Allocricetulus) oddzielił się od chomików średnich około 7–8 milionów lat temu.
C. cricetus zasiedlające Europę Centralną były przez badaczy uważane za przynależące do populacji ze zwartego, ciągłego zasięgu obejmującego także Polskę. Poszczególne populacje C. cricetus różnią się jednak od siebie genetycznie, co pozwoliło naukowcom na zbadanie historycznych migracji i ekspansji gatunku. W opinii Joanny Ziomek i Agaty Banaszek (autorek monografii o chomiku europejskim) wyniki badań filogenetycznych z wykorzystaniem mitochondrialnego genu cytochromu b oraz sekwencji kodującej podjednostkę 16S rRNA wykazały, że po przedostatnim zlodowaceniu chomiki opuściły refugia na południu kontynentu i rozpoczęły migrację w kierunku zachodnim pasem nizin europejskich oraz – szlakiem południowym – przez Rumunię do Kotliny Panońskiej. Podobną hipotezę dopuszcza Karsten Neumann (Neumann et al., 2005). Podczas ostatniego zlodowacenia warunki klimatyczne w północnej części Europy były zbyt surowe dla chomików i zostały one ponownie wyparte, jednak – jak dowodzą wyniki badań paleontologicznych jaskiń Wyżyny Krakowsko-Częstochowskiej – już w drugiej połowie zlodowacenia chomiki zaczęły się pojawiać na tych terenach. Badania sekwencji mitochondrialnego DNA wykazały, że populacja zamieszkująca obecnie te tereny jest blisko spokrewniona z chomikami zasiedlającymi Kotlinę Karpacką. Najprawdopodobniej właśnie tam znalazły ostoję podczas ostatniego zlodowacenia i stamtąd migrowały na północ. Na tereny obecnej Polski dotarły około 50 tys. lat temu poprzez Bramę Morawską oraz przez Przełęcz Dukielską i dały początek populacjom zasiedlającym Wyżynę Krakowsko-Częstochowską, Małopolskę i Górny Śląsk. W przeszłości potomkowie tej linii zasiedlali prawdopodobnie tereny Dolnego Śląska i Podkarpacie po Kotlinę Sandomierską.
Populacje zasiedlające południową część Polski oraz Węgry, Czechy, Słowację, Austrię, Serbię, Chorwację, północno-zachodnią Rumunię należą do jednej linii filogenetycznej, oznaczanej Pannonia. Chomiki z populacji niemieckich, zachodnioeuropejskich oraz dolnośląskiej zaliczane są do odrębnej linii – określanej jako Północna lub Centralna. Zdaniem J. Ziomek i A. Banaszek ich przodkowie najprawdopodobniej migrowali na zachód drogą na północ od Karpat. Na terenie Wyżyny Lubelskiej i Roztocza stwierdzono natomiast populacje, których haplotypy mtDNA różnią się od haplotypów chomików z linii Północnej. Nowo odkryta linia filogenetyczna chomików europejskich jest w literaturze roboczo oznaczana jako PI bądź E1. Być może należy do szerszej linii, której populacje zasiedlają tereny Ukrainy i Białorusi, ale na tamtych terenach nie wykonano dotychczas badań genetycznych C. cricetus. Docelowo linii zostanie nadana nazwa zgodna z jej zasięgiem geograficznym.
Mimo niezbyt dużego zróżnicowania geograficznego poszczególnych populacji naukowcy rozróżniają szereg podgatunków. We wschodniej części zasięgu są to:
- C. c. nehringi – lokalizacja: od zachodniej granicy Ukrainy do Dniepru; cecha wyróżniająca: małe z krótkim ogonkiem,
- C. c. rufescens – lokalizacja: centralne rejony wschodniej części zasięgu do rzeki Turgaj w Kazachstanie; cechy: średnie rozmiary, jasne wybarwienie,
- C. c. tauricus – lokalizacja: centralne rejony wschodniej części zasięgu do rzeki Turgaj w Kazachstanie; cechy: wybarwienie jaśniejsze od C. c. rufescens,
- C. c. stavropolicus – lokalizacja: przedpola Kaukazu; cechy: duże osobniki z ciemnym futrem,
- C. c. laticranius – lokalizacja: w środkowym biegu rzeki Wołga; cechy: ubarwienie pośrednie między C. c. tauricus a C. c. stavropolicus,
- C. c. tomensis – lokalizacja: między rzeką Ob a Jenisej; cechy: małe wymiary, wybarwienie jasnożółtawo-szare,
- C. c. fuscidorsis – lokalizacja: pasmo Ałatau Dżungarskiego; cechy: wybarwienie brązowe z elementami jasnożółtymi,
- C. c. niger – lokalizacja: Rosja; forma melanistyczna.

W Europie Centralnej i Zachodniej:
- C. c. cricetus – lokalizacja: Europa Centralna,
- C. c. canescens – lokalizacja: izolowane populacje w zachodnim krańcu zasięgu gatunku: dolina rzeki Ren, Belgia, Francja, Holandia i część populacji w Niemczech. Populacja ta wykazuje jednak bliskie związki genetyczne z główną populacją zamieszkującą Europę Centralną (C. c. cricetus), co sprawia, że część autorów kwestionuje zasadność wydzielania podgatunku C. c. canescens[27].

### Nazewnictwo
Etymologia nazwy rodzajowej Cricetus nie jest jasna. Pochodzenie słowa wiązane jest z nowożytną łaciną, do której prawdopodobnie przeniknęła słowiańska forma oznaczająca chomika (czesk. křeček, pol. skrzeczek). Theodore Sherman Palmer w 1904 roku sugeruje że Cricetus pochodzi od włoskiego słowa criceto oznaczającego chomika. Funkcjonujące w języku angielskim określenie hamster zostało zapożyczone w XVII wieku z języka niemieckiego, gdzie ta nazwa ma korzenie w staroniemieckiej formie hamustro, która oznaczała szkodnika upraw zboża. Słownik języka niemieckiego braci Grimm doszukuje się w średniowiecznych niemieckich formach tej nazwy zapożyczenia z języka staro-słowiańskiego choměstar, to słowo w językach współczesnych słowiańskich wymawiane jest jako pol. „chomik”, ros. „chomiak”.
W Polsce spotyka się wiele regionalnych określeń dla chomika europejskiego: chamek, choma, choma polny, chom, chum, chomik, czek, hamster, niedźwiadek, obrońca pola, osysek, piesek, piesek polny, piesek ziemny, psiaczek ziemny, polny pies, pyrczek, recek, reczek, skrzek, skrzeczek, skrzotek, suslik, sysel, syseł, szczekający szczur, ziemny pies, zimny pies.

## Kariotyp
Garnitur chromosomowy chomika europejskiego tworzy 11 par (2n=22) chromosomów: 18 chromosomów meta- lub submetacentrycznych, 2 chromosomów płci oraz 2 akrocentrycznych autosomów.

## Budowa ciała

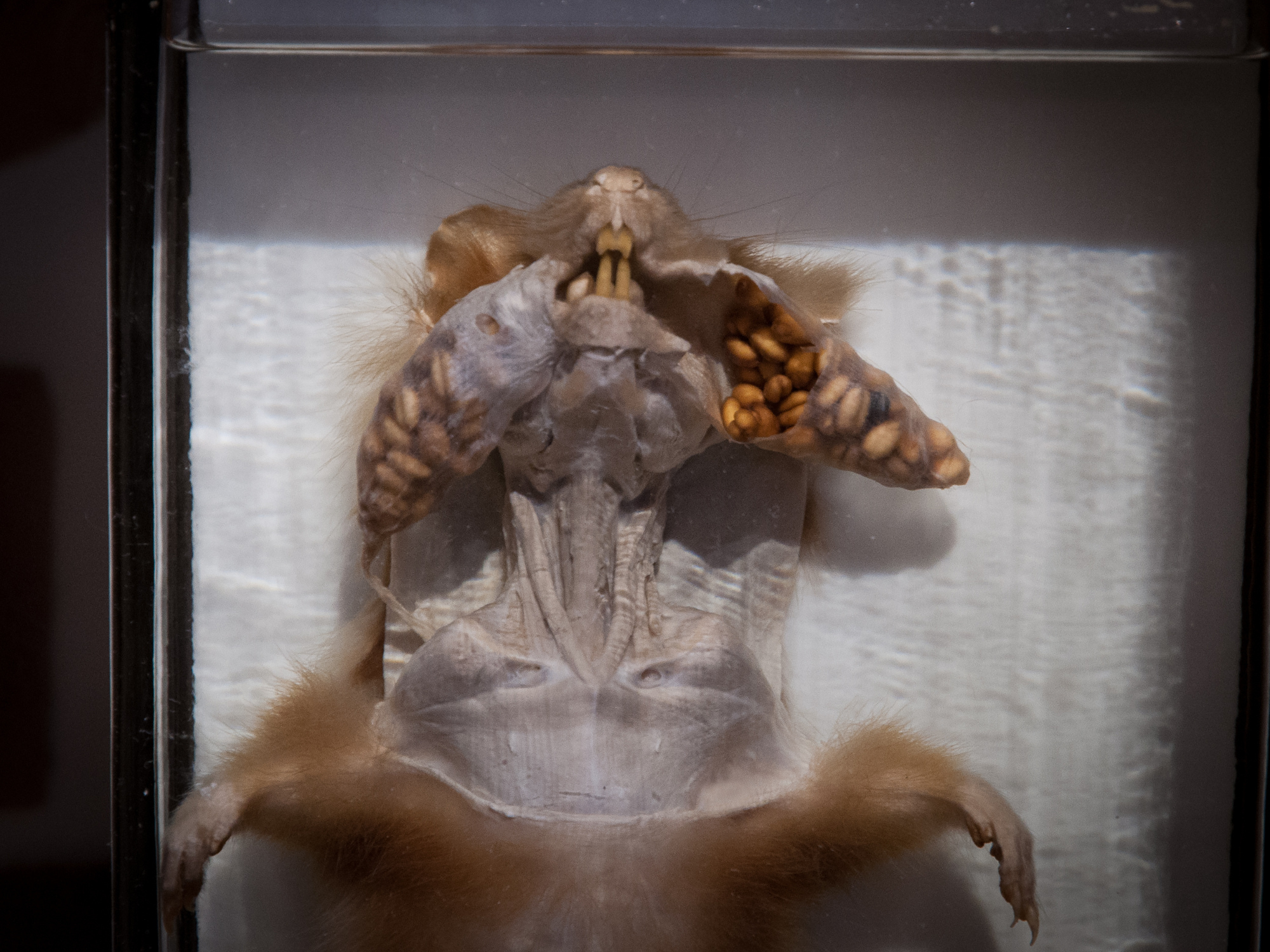
Worki policzkowe chomika europejskiego – eksponat Senckenberg Naturmuseum

### Morfologia
Chomik europejski jest największym przedstawicielem podrodziny Cricetinae. Tułów wraz z głową osiąga długość 20–34 cm, a ogon 3–4 cm (lub odpowiednio: 18–28 cm i 3–7 cm), przy masie ciała 400-700 g. Samce są nieznacznie większe od samic. Według niektórych badaczy masa ciała dorosłych osobników może w wyjątkowych sytuacjach osiągać nawet 1000 g. Do najbardziej wyróżniających cech chomika europejskiego należą: krępa budowa ciała z krótkimi kończynami, krótkie, lecz wyraźnie zarysowane małżowiny uszne, duże zatoki pod policzkami – torby policzkowe – służące do przenoszenia pokarmu oraz wybarwienie sierści. Grzbiet, porośnięty gęstą, krótką sierścią, najczęściej jest brązowy, brzuch czarny, na policzkach, za uszami i na bokach ciała widnieją wyraźne żółtawe plamy, zaś końcówka nosa, okolice pyszczka i stopy są białe. Brzuch ma wybarwienie jednolicie czarne, co jest cechą wyjątkową pośród ssaków. Najczęściej wybarwienie części brzusznej jest znacznie jaśniejsze od grzbietu. W poszczególnych obszarach występowania gatunku spotyka się także inne warianty ubarwienia, a oprócz spotykanych odmian żółtawych, jasnobrązowych i albinotycznych znaną formą jest także odmiana melanistyczna. Chomik europejski jest jednym z najbardziej kolorowych ssaków w Europie.

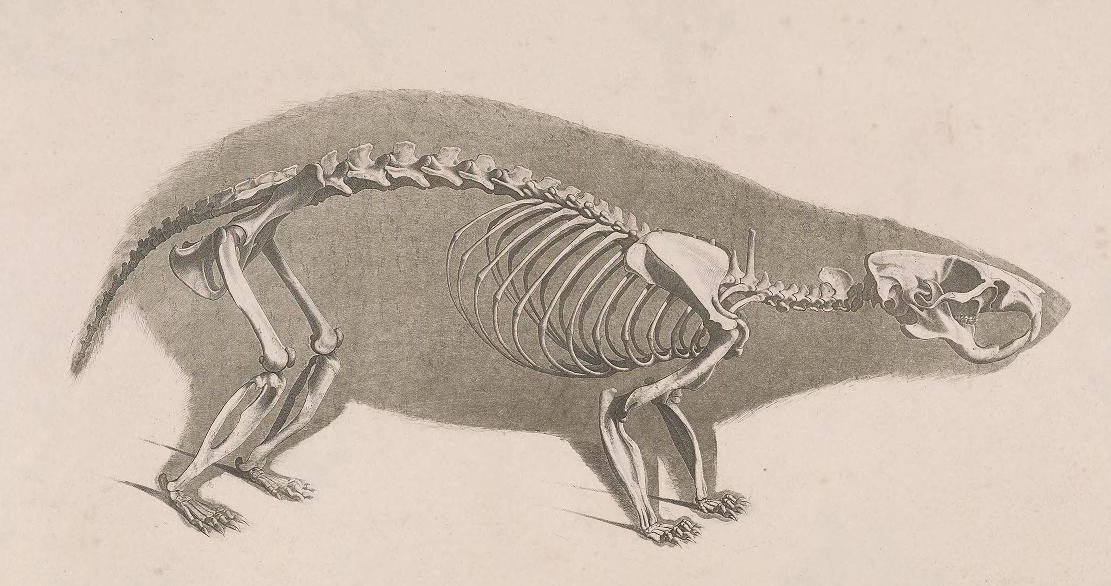
Szkic szkieletu chomika europejskiego, Christian Heinrich Pander, 1821

### Anatomia
Chomik europejski ma 16 zębów: 2 siekacze i 6 trzonowców rozstawione na dole i na górze. Siekacze nie mają korzenia, dlatego rosną przez całe życie chomika. Zwierzę może je ścierać, jedząc twardy pokarm. Tuż przy obu stronach warg znajdują się pojemne worki policzkowe, które sięgają aż do barków i służą do transportu pożywienia i przenoszenia w nich młodych. Chomik potrafi także nabrać do nich powietrza, tak, by osiągnąć wrażenie większych rozmiarów i w ten sposób wystraszyć przeciwnika. Żołądek chomika składa się z dwóch komór. W pierwszej – przedżołądku (część wpustowa) – następuje wstępne trawienie, natomiast w głównej komorze – żołądku gruczołowym (część odźwiernikowa) – pokarm przechodzi ostateczne trawienie.

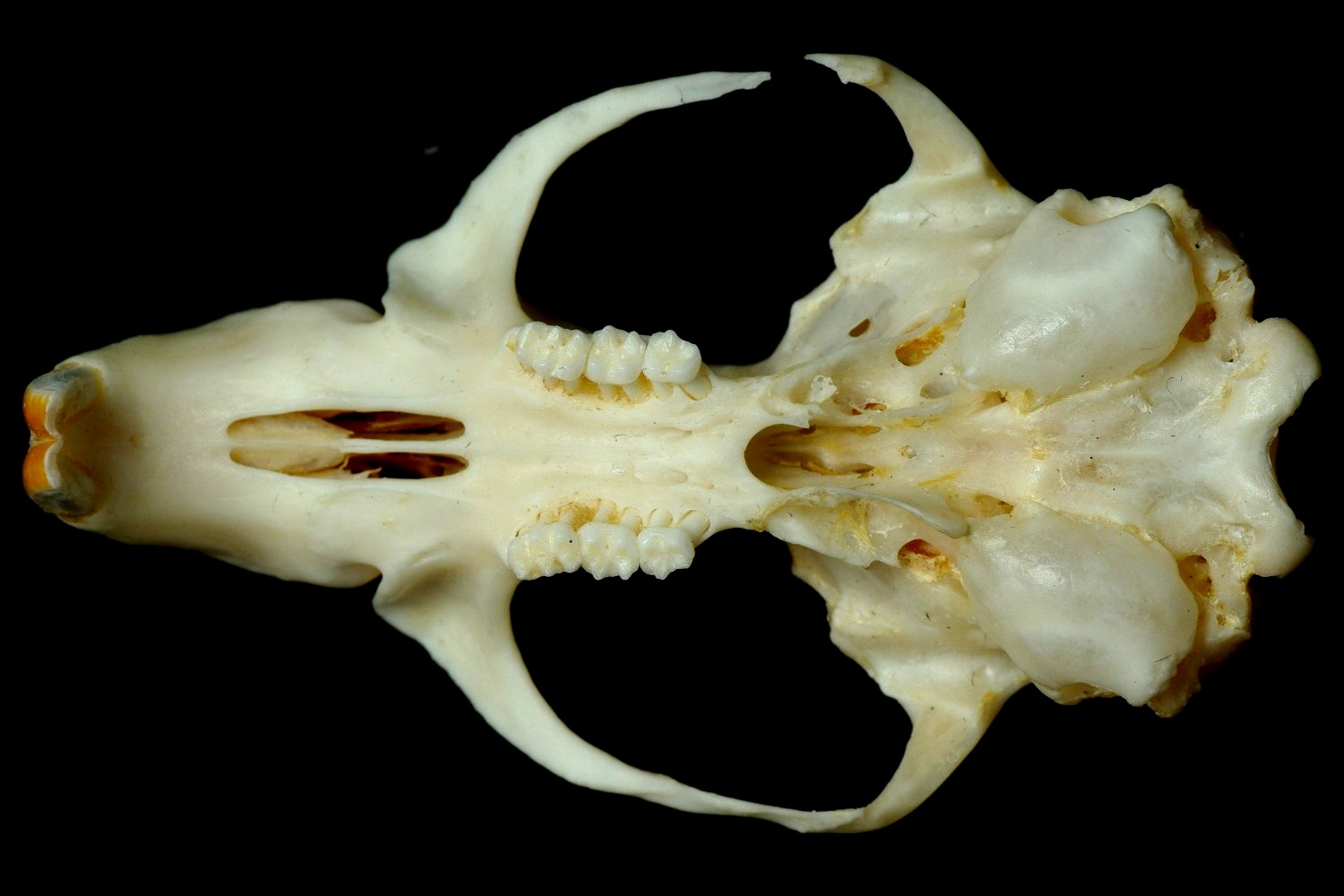
Czaszka – widok z dołu
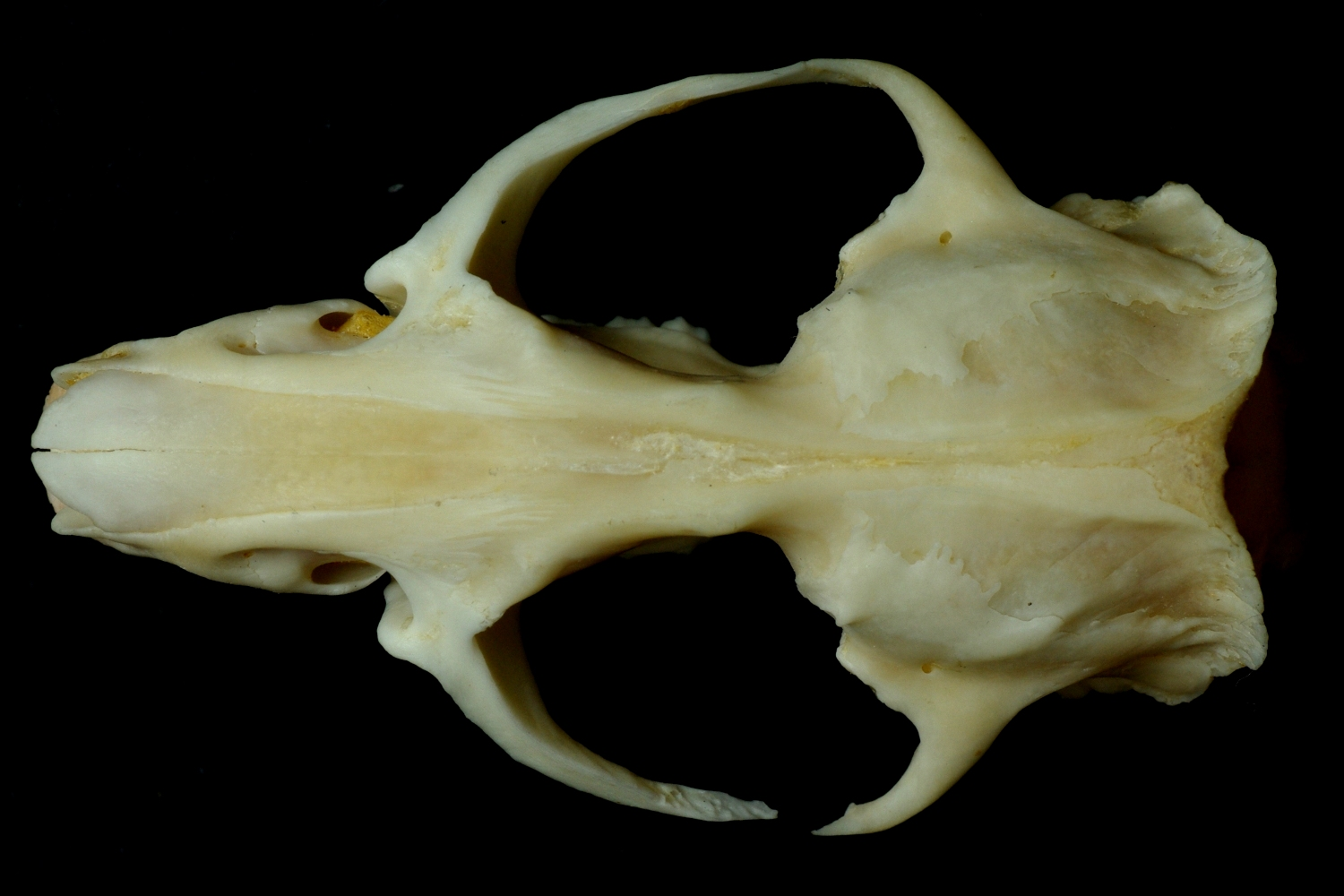
Czaszka – widok z góry
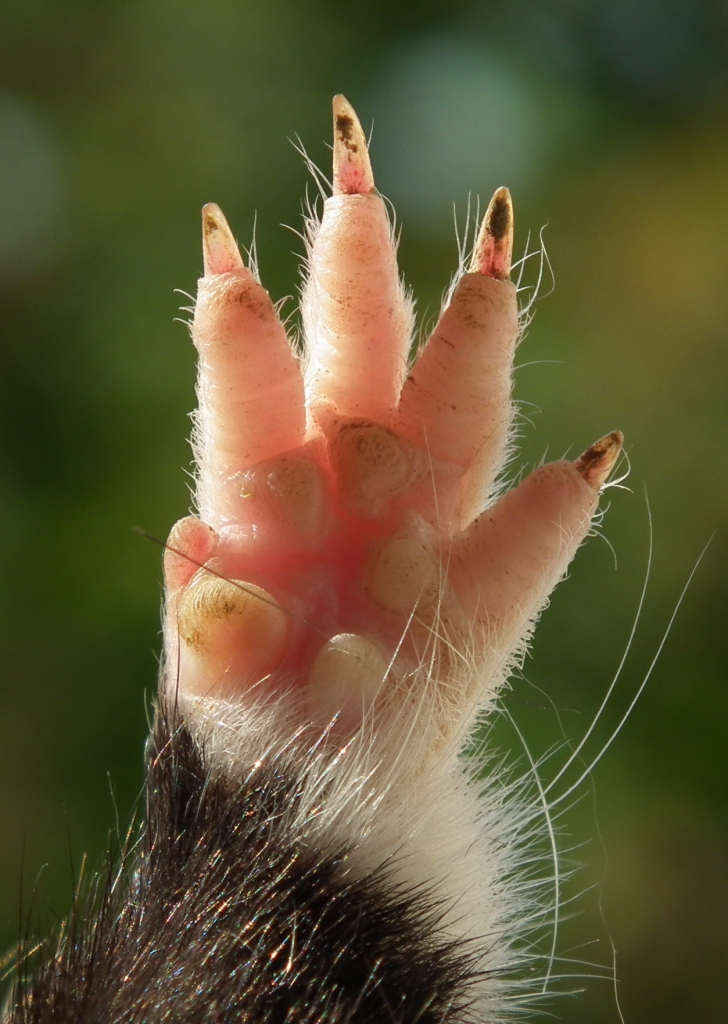
Łapa przednia
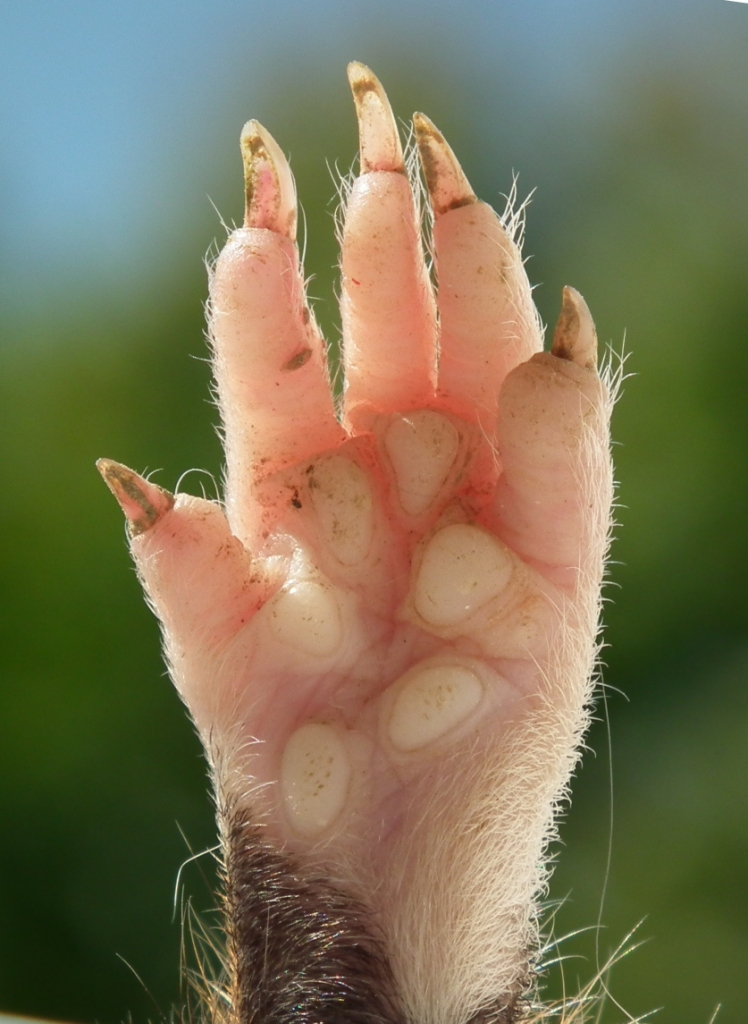
Łapa tylna

## Fizjologia
Chomik europejski spędza zimę w najniżej położonej komorze mieszkalnej nory. Zapada wówczas w sen zimowy. W okresie między listopadem a marcem zwierzęta osiągają stan kontrolowanego obniżenia temperatury ciała. Początkowo w postaci kilku powtarzających się faz płytkiego letargu (torpor), a ostatecznie następuje przedłużające się odrętwienie przechodzące w sen zimowy. W trakcie zimy u chomika europejskiego okresy hipotermii, trwające średnio po ok. 100 godzin, przerywane są okresami aktywności, w trakcie których temperatura ciała rośnie do normalnego poziomu, i podczas których chomik żeruje na zgromadzonych zapasach. Temperatura ciała hibernującego chomika podczas hipotermii waha się w niewielkim zakresie, zbliżonym do temperatury panującej w komorze sypialnej, w marcu wynosi średnio 7,9 °C, w listopadzie 8,2 °C, zaś w styczniu – 4,4 °C. W okresie aktywności temperatura ciała zwierzęcia osiąga zwykle 36-38 °C, a w całym okresie hibernacji średnia temperatura to około 6 °C – występują tu jednak duże różnice międzyosobnicze. Podczas wchodzenia zwierzęcia w stan hibernacji – co zwykle ma miejsce w środku nocy – ciało zwierzęcia schładza się średnio o 0,8 °C w ciągu godziny, ale wybudzaniu, które odbywa się w różnych porach doby, towarzyszy szybszy wzrost temperatury – o około 9,9 °C w ciągu godziny.
Średni metabolizm dobowy to 1,00 cm³ O2/g, a mierzony przy osiąganej temperaturze 20 °C – 1,08 cm³ O2/g; maksymalny – 1,45 cm³ O2/g.

## Tryb życia
Chomik europejski jest aktywny głównie nocą. Dobowy cykl aktywności rozpoczyna o zmierzchu, chociaż można go spotkać na powierzchni również w ciągu dnia. Zimą zapada w przerywany sen zimowy. Jest waleczny. Zaskoczony, staje słupka i może zaatakować nawet dużego przeciwnika, np. psa. Zachowania antagonistyczne między dorosłymi samcami obserwuje się w okresie rui samic. Dochodzi wówczas do walk o dostęp do potencjalnych partnerek. Chomik stara się najpierw odstraszyć przeciwnika, stając na tylnych łapach, wypina wybarwiony na czarno brzuch i nadyma torby policzkowe, starając się nadać sylwetce jak największe rozmiary. Podczas walki samce używają siekaczy i starają się pogryźć rywala. Naukowcy zwracają uwagę na mechanizm hamujący agresję samców w stosunku do partnerek, dzięki któremu nie atakują samic, mimo że na początku rui to one wykazują agresywne zachowania w stosunku do partnerów. Między samicami nie występują zachowania antagonistyczne.

### Cykl życiowy
Chomik europejski jest gatunkiem poligamicznym. Samce i samice zamieszkują odrębne nory. System rozrodczy tych zwierząt charakteryzuje promiskuityzm. Samce kopulują z możliwie największą liczbą samic, lecz później nie wykazują potrzeby więzi rodzinnej i nie uczestniczą w wychowaniu młodych. Okres rozrodczy rozpoczyna się zaraz po hibernacji, czyli – w zależności od lokalizacji geograficznej danej populacji – w marcu, kwietniu lub maju i trwa do sierpnia lub września. Zstąpienie jąder z jamy brzusznej do moszny jest u samców zsynchronizowane z początkiem okresu godowego. Regresja gonad zostaje zapoczątkowana wraz ze skracaniem się dnia i zostaje zakończona w ciągu 8 tygodni.
Chomik europejski osiąga dojrzałość płciową już w 3 miesiącu życia, samce nieco wcześniej – nawet w dwa miesiące po urodzeniu, a samice po około 80 dniu życia. Zarówno samce, jak i samice mogą rozmnażać się w pierwszym roku, choć część badaczy uważa, że nie rozmnażają się przed kolejną wiosną. Po ciąży, trwającej 20 dni dla pierwszego miotu (a do 37 dni dla kolejnych), na świat przychodzi 3-12 nagich, ślepych i głuchych młodych. Noworodki chomików są małe – ich masa ciała nie przekracza 3-5 g. Małe chomiki szybko się usamodzielniają. Sierść pojawia się po 4-5 dniach, szóstego dnia młode zaczynają przyjmować stały pokarm, choć ich głównym pożywieniem pozostaje mleko matki. Zaczynają widzieć i słyszeć po osiągnięciu ok. 12 dnia życia. Wzrastają ich zdolności motoryczne. Od piersi zostają odstawione w wieku 3 tygodni, a po upływie 4 tygodni od urodzin opuszczają gniazdo. Samica może w ciągu jednego sezonu urodzić 2-3 mioty, ale w wyjątkowych warunkach możliwe jest jednak nawet dziewięć miotów w ciągu jednego sezonu.
Chomiki mogą dożyć 8 lub nawet 10 lat, ale pierwszy rok jest krytyczny. Według opracowania Rady Europy maksymalna długość życia C. cricetus na wolności jest szacowana na 4 lata, ale badania przeprowadzone w obrębie populacji z południowej Polski wykazały, że tylko 12% stanowiły zwierzęta starsze niż rok, a średni wiek życia oszacowano na 14 miesięcy. Głównymi przyczynami umieralności wśród chomików są ataki ze strony drapieżników oraz ekstremalne zimowe warunki pogodowe. W dalszej kolejności wpływ na umieralność mają choroby, urazy mechaniczne spowodowane przez maszyny rolnicze oraz wpływ środków ochrony roślin.
Presja ze strony drapieżników staje się szczególnie efektywna wczesną wiosną oraz w okresie po żniwach, bowiem panujący współcześnie model rolnictwa monokulturowego sprawia, że w okresach tych chomiki są pozbawione naturalnego schronienia.
Okres hibernacji bywa porą szczególnego wzrostu umieralności. W okresie tym może wystąpić brak pożywienia, może nastąpić zalanie nory lub rozwój chorób. W konsekwencji zimy może nie przeżyć nawet 50-60% populacji C. cricetus.
Zauważalny odsetek wśród przyczyn śmierci chomików żyjących w dużych populacjach może mieć rozwój sieci dróg i transportu drogowego. Podczas badań przeprowadzonych w Austrii we wrześniu 1967 roku naliczono 200 przejechanych osobników na kilometr drogi.

### Komunikacja
Chomiki europejskie porozumiewają się między sobą za pomocą kontaktu wzrokowego, a w sytuacjach stresowych za pomocą różnego rodzaju dźwięków – od pomruków, kwików, poprzez piszczenie i parskanie, po odgłosy, które można porównać do skrzeczenia i szczekania. Podczas walki samców odgłosy skrzeczenia wydaje pokonany rywal.

## Rozmieszczenie geograficzne

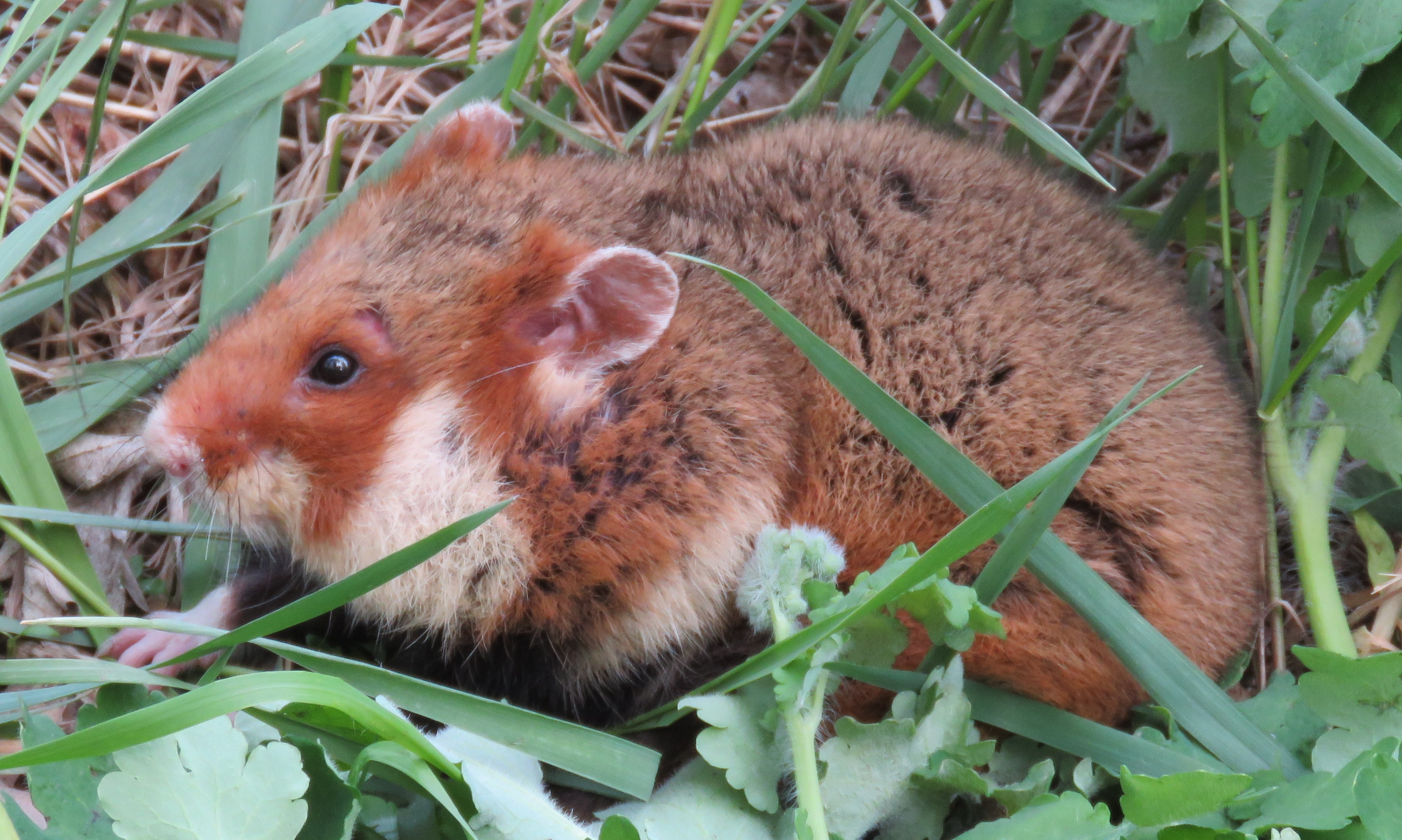
Chomik europejski na Krymie (Symferopol)

W Europie występuje siedem gatunków chomikowatych, a chomik europejski rozprzestrzenił się szeroko od Jeniseju i Chin Zachodnich w Azji po Holandię i Belgię w Europie Zachodniej. W środkowej i zachodniej Europie zasiedla głównie pola uprawne. Spotkać go można we francuskiej Alzacji (departament Dolny Ren), północno-wschodniej części Belgii, w holenderskiej Limburgii (reintrodukowany na 6 stanowiskach), w Niemczech w: Bawarii i Saksonii (oraz nieliczne izolowane populacje w Brandenburgii, Meklemburgii, Hesji, północnej części Westfalii i Nadrenii), północno-wschodniej Austrii, na Węgrzech, w Czechach, w zachodniej i wschodnie części Słowacji, w północno-wschodniej Chorwacji, w Słowenii (izolowana populacja koło wsi Obrež), Rumunii, Mołdawii, w południowej i środkowej Polsce, w południowej części Białorusi, na Ukrainie i w południowej Rosji, aż po Jenisej, w północnym Kazachstanie oraz północno-zachodnich Chinach.
Północna granica zasięgu populacji rosyjskich biegnie od granicy białoruskiej przez Smoleńsk do 59°N. Przebiega w okolicy Jarosławia i Wołogdy w kierunku miasta Niżny Nowogród, a dalej poprzez Kirow i Bieriezniki do Uralu. Na południowym zachodzie granicę występowania wyznaczają zbocza Kaukazu. Granicę północno-wschodnią wyznacza miasto Krasnojarsk nad Jenisejem, a południowo-wschodnią pasmo Ałtaju koło Gornoałtajska. Dalej gatunek sięga klinem po pasmo górskie Tarbagataj na wschodniej granicy Kazachstanu gdzie przenika do Chin Zachodnich. Największe rosyjskie populacje C. cricetus zamieszkują Kaukaz Północny, rejon Wołgi i Uralu, Baszkortostanu oraz Nizinę Zachodniosyberyjską od Irtyszu do Obu i obszary w kierunku Ałtaju.
Niegdyś jego zasięg geograficzny obejmował całą środkową i południową Polskę, z wyjątkiem wyższych położeń górskich i zwartych kompleksów leśnych. Izolowana populacja, nawiązująca do wschodnioniemieckiej części zasięgu, znana była także z okolic Szczecina. Obecnie wycofał się z większości wysuniętych na północ stanowisk, a jego zasięg kurczy się nadal w szybkim tempie. W Polsce występują niemal wyłącznie na południowym wschodzie kraju. Poza tym znana jest jedna izolowana populacja z okolic Jawora na Dolnym Śląsku. Chomiki występujące na południowym wschodzie kraju należą do dwóch linii filogeograficznych (E1 lub PI i Pannonia), natomiast chomiki z Dolnego Śląska są bliżej spokrewnione z populacjami występującymi w Niemczech.

### Kopalne ślady występowania gatunku
Chomik europejski wywodzi się od przodków zamieszkujących stepy plejstocenu (ok. 1,8 miliona lat temu). W literaturze paleontologicznej można spotkać wiele informacji o odkrytych kopalnych szczątkach Cricetus z tej epoki. Na podstawie badań tych skamieniałości wielokrotnie opisywano plejstoceńskie chomiki i nadawano im odrębne epitety gatunkowe. Zdaniem zoologa i paleontologa Kazimierza Kowalskiego w plejstocenie na terenie Europy istniała tylko jedna linia filogenetyczna wywodząca się z rodzaju Cricetus, a opisywane przez paleontologów zwierzęta różniły się w istocie jedynie wymiarami, zasięgiem występowania i przedziałami czasowymi w których zasiedlały kontynent. Kowalski wskazywał, że chomik europejski winien być traktowany jako jedyny potomek owej linii, a przedstawiciele Cricetus z epoki plejstocenu opisywani jako C. cricetus.
Skamieniałe szczątki przodków chomika europejskiego były dość często odkrywane przez paleontologów na terenach całej Europy (także w północnej Hiszpanii oraz Wielkiej Brytanii) i Azji, w warstwach pochodzących z różnych pięter. Do najstarszych odnalezionych szczątków przedstawicieli rodzaju Cricetus należą fragmenty zębów i kości z późnego pliocenu (ok. 2,5 miliona lat temu).

## Ekologia

### Pożywienie
Chomik europejski jest gatunkiem zasadniczo roślinożernym. Jada zarówno zielone części roślin, jak i nasiona, ale również owady i ślimaki. Gromadzi duże zapasy nasion, zwłaszcza ziaren zbóż. Żywi się roślinami zielonymi, ziarnami i korzonkami. W skład żeru wchodzą: lucerna, koniczyna, groszek, fasola, wyka, burak cukrowy, rzepa, pszenica, jęczmień, żyto, owies, kukurydza, rzepak, ziemniaki, marchew, cebula, szpinak, ogórek, dynia, sałata, jak również różnego rodzaju zioła, w tym także gatunki psianek, które są klasyfikowane jako trujące dla człowieka.
Opublikowany w 2008 roku „Europejski plan działań na rzecz ochrony chomika europejskiego (Cricetus cricetus, L. 1758)” określa, że około 10-13% pożywienia stanowi jednak białko zwierzęce, które pozyskuje ze zjadanych dżdżownic, ślimaków i owadów oraz małych kręgowców, m.in. piskląt małych ptaków. Sporadycznie dochodzi także do aktów kanibalizmu, szczególnie w okresach masowego przyrostu liczebności populacji.
Skład i proporcje spożywanych przez chomiki składników pokarmowych są zmienne w poszczególnych porach roku. Badania przeprowadzone w latach 70. wykazały znaczne różnice w tym zakresie między latem a jesienią. Latem 1972 w składzie pożywienia badanej populacji (żyjącej w dolinie Wisły, w odległości 80 km od Krakowa) dominowały części zielone pszenicy (stwierdzono w 18,1% żołądków chomików objętych badaniami) i ziarna pszenicy (17,7%). Znaczny udział miały zielone części rzepaku i koniczyny, oraz nasiona maku. Zwierzęta spożywały także buraki, bezkręgowce i zielone części lucerny. Natomiast jesienią głównym składnikiem pożywienia była koniczyna (16,8%), oraz ziemniaki, bezkręgowce i zielone części pszenicy.

#### Magazynowanie pokarmu na zimę

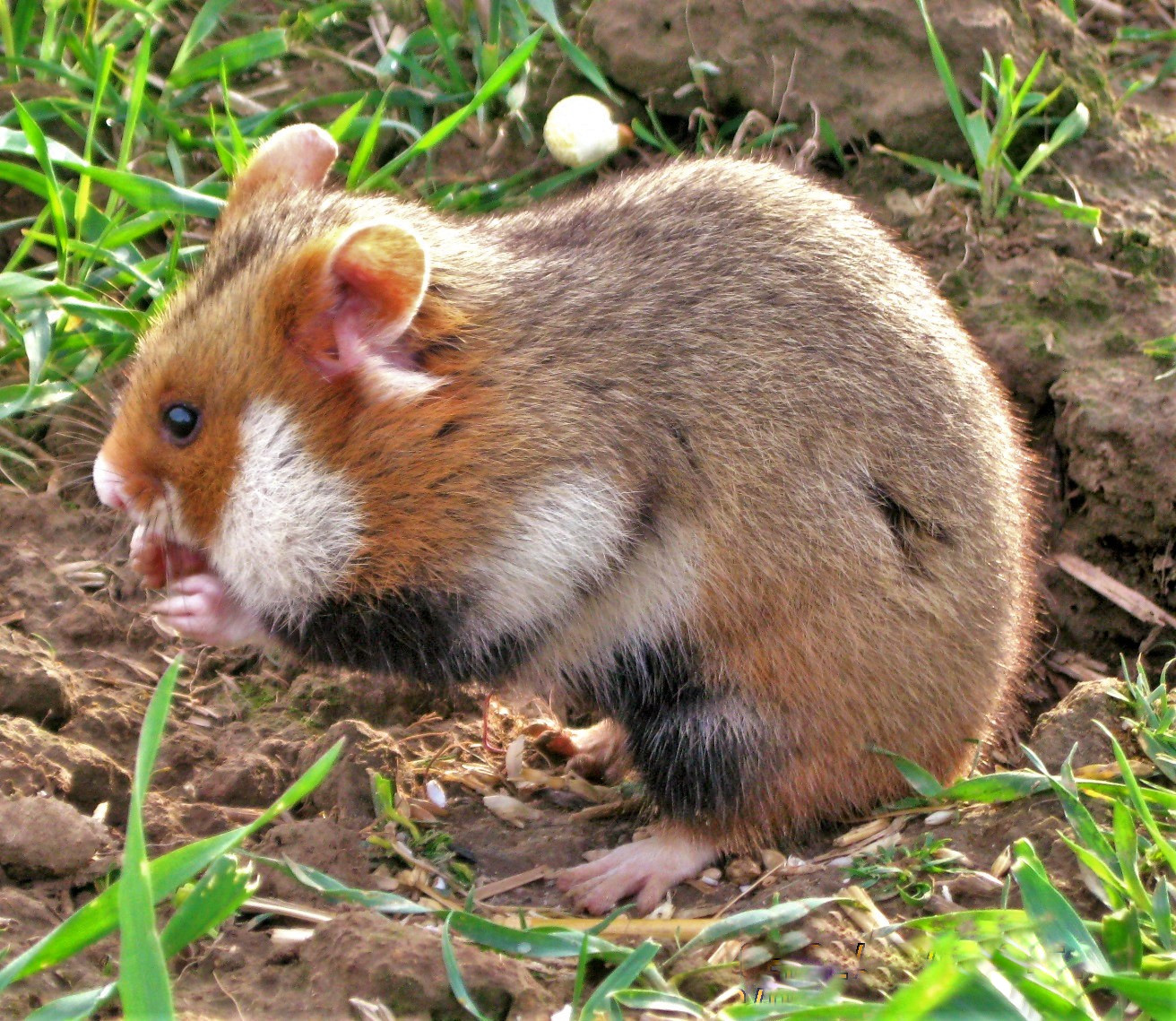
Chomik gromadzący pokarm w torbach policzkowych. Okolice Lublina

C. cricetus, podobnie jak przedstawiciele innych gatunków chomików, zbiera zapasy pożywienia. Zebraną żywność gromadzi w torbach policzkowych i przenosi ją do spiżarni w norze. Chomik opróżnia worki policzkowe uciskając przednimi łapami na policzki. Gromadzenie zapasów nasila się na przełomie lata i jesieni, gdy zbliża się okres hibernacji. Chomik europejski jest w stanie zgromadzić nawet kilka kilogramów pożywienia. Naukowcy odkryli jednak zapasy rekordzistów. W odnotowanym przypadku jeden chomik zgromadził 34 kg grochu, zaś inny osobnik 65 kg ziemniaków, kukurydzy i łubinu. Do przeżycia zimy jeden osobnik potrzebuje zgromadzić średnio 1-1,5 kg pokarmu.

### Interakcje międzygatunkowe
Na chomiki europejskie polują: borsuk europejski, łasica pospolita, gronostaj europejski, tchórz stepowy, tchórz zwyczajny, kania ruda, kania czarna, myszołów zwyczajny, orzeł przedni, orzeł cesarski, orzeł stepowy, pustułka zwyczajna (młode chomiki), sokół wędrowny, kruk zwyczajny, wrona siwa, czapla siwa, lis rudy, a także psy i koty. Regularne polowania na chomiki europejskie urządza puchacz zwyczajny. W sytuacji występowania dużej populacji C. cricetus może stanowić nawet 50% diety tych sów.
Chomik europejski jest uznawany za poważnego szkodnika upraw rolnych człowieka.

#### Pasożyty
Na chomikach europejskich pasożytują pasożyty wewnętrzne:
- tasiemce: Hydatigera taeniaeformis, Heligmosomoides travassosi, Aprostatandrya macrocephala, Catenotaenia pussila, Taenia tenuicollis, Hymenolepis diminuta, Hymenolepis straminea, Physocephalus quadrialatus, Paranoplocephala omphalodes,
- nicienie: Strongyloides ratti, Capillaria annulosa, Capillaria muris-sylvatici,

oraz zewnętrzne:
- pchły: Ceratophyllus fasciatus, Ceratophyllus martinoi, Ceratophyllus penicilliger, Ceratophyllus turbidus, Ctenopthalmus assimilis, Ctenopthalmus obtusus, Ctenopthalmus rettigi, Ctenopthalmus secundus
- roztocze: Dermacentor marginatus, Dermacentor pictus, Dermacentor daghestanicus, Eulaelaps stabularis, Haemogamassus nidi, Haemolaelaps glasgowi, Hirstionyssus criceti, Ixodes redikorzevi, kleszcz pospolity (Ixodes ricinus), Ixodes persulcatus, Ixodes apronophorus, Ixodes laguri, Macrocheles matrius, Macrocheles decoloratus, Myacarus arvicolae, Myocoptes criceti, Myonyssus rossicus, Neoschoengastia rotundata, Neoschoengastia angusta, Nothrolaspis decoloratus, Rhipicephalus turanicus, Rhipicephalus rossicus, swędzik jesienny (Trombicula autumnalis).

Do organizmów najczęściej pasożytujących na C. cricetus (około 70,3% badanej populacji) należą nicienie Helimesomoides travasossi.

#### Bakterie
Chomiki mogą roznosić wściekliznę, riketsjozy, listeriozę, leptospirozy, salmonellozę.
Przez długi czas wierzono, że chomiki europejskie są rezerwuarem polimorficznej pałeczki Francisella tularensis, która jest czynnikiem etiologicznym ostrej bakteryjnej choroby zakaźnej tularemii. C. cricetus jest wrażliwy na F. tularensis, bowiem w kilka (8–9) dni po zarażeniu badanych chomików bakterią zwierzęta zmarły. W niektórych grupach osób, mających częste kontakty z chomikami europejskimi, odnotowano zwiększoną częstość występowania tularemii. Pomimo tego, że chore chomiki mogą stanowić znaczące zagrożenie dla człowieka w trakcie epizoocji, nie są głównymi roznosicielami tularemii.

### Siedlisko
Jest gatunkiem synantropijnym – mimo że wywodzi się ze środowisk stepowych, najchętniej zasiedla tereny położone w pobliżu siedzib człowieka. Wybiera tereny stepowe, ale także pola uprawne i nieużytki, o lekkich glebach, najchętniej z uprawami roślin zbożowych. Preferencje siedliskowe gatunku w zakresie rodzaju gleby są związane z podziemnym trybem życia.

#### Nora

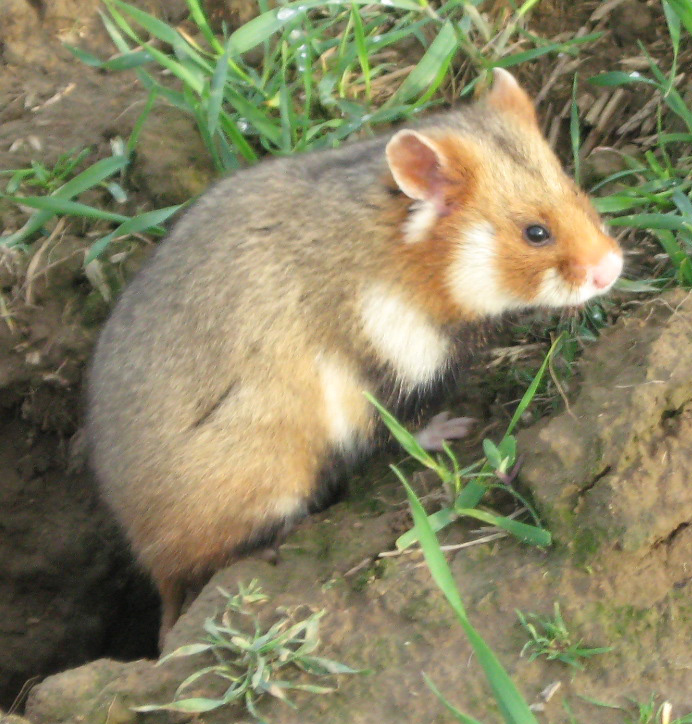
Chomik europejski u wylotu nory. Okolice Lublina

Chomik europejski zamieszkuje rozgałęzione nory o skomplikowanej budowie. Nory buduje zazwyczaj w głębokiej warstwie gleb, które zapewniają odpowiednią stabilność – może to być warstwa gliny lub lessu. Chomik wybiera też chętnie miejsca, w których podłoże skalne może zapewnić dobrą przepuszczalność i odwodnienie terenu. Tego typu grunty są często wykorzystywane w celach rolniczych, dzięki czemu chomik ma ułatwiony dostęp do plonów.
Nora chomika europejskiego składa się zwykle z ukośnego tunelu oraz co najmniej jednego tunelu pionowego, który – w zależności od wielkości osobnika – ma średnicę 40–100 mm. System korytarzy o średnicy 6–8 cm podlega ciągłym zmianom, naprawom i ulepszeniom. Tunele mają różną długość – zwykle do kilku metrów – i wiodą do komory gniazdowej zbudowanej na głębokości do 2 m. Komora jest wyścielona miękkimi częściami roślinnymi i jest wykorzystywana jako sypialnia. Najdłuższy zmierzony tunel miał długość 26,2 m. Obok gniazda chomiki budują spiżarnie, zaś małe, ślepe tunele są często używane jako „ubikacje”, czyli miejsca składania odchodów.
Podczas budowy nory chomik wykopuje średnio 29,9 kg ziemi, a w skrajnych przypadkach nawet do 300 kg.

##### Typy nor chomika
Architektura poszczególnych nor – w tym ilość i rozlokowanie poszczególnych stałych elementów – jest zależna od płci i od okresu, w którym ma być wykorzystywana. Zasadniczo chomik używa dwóch typów nor: nory zimowej i nory letniej. Letnia nora samicy to nora rozrodcza. Składa się z kilku tuneli wiodących do kilku (1–4; średnio 2) komór mieszkalnych, wyścielonych trawami i miękkimi częściami roślin. Nora może być wyposażona w większą liczbę latryn (nawet do 8). Zazwyczaj łączna długość korytarzy letniej, rozrodczej nory samicy to 154–380 cm. Letnia nora samca ma znacznie prostszą budowę. Jest płytka, posiada jedno wejście. Na okres zimowy samce przygotowują rozbudowaną, wieloczęściową norę. Centralną częścią jest komora mieszkalna, do której wiodą dwa skośne korytarze o długości około 125 cm, oraz pionowy szyb o długości 45 cm. Komora połączona jest z siedmioma spiżarniami i kilkoma latrynami. Cały system korytarzy zimowego lokum samca może mieć łącznie długość 4–5 m. Nora, w której samica wraz z potomstwem spędzi zimę, ma skromniejszą budowę. Centralną część stanowi komora gniazdowa, ale obok niej powstają tylko 2 spiżarnie, a łączna długość tuneli nie przekracza 3 m.
Nora zimowa jest wykorzystywana samotnie od września/października do kwietnia/maja. Jej spiżarnia może pomieścić do 15 kg zapasów, głównie ziaren (zbóż) i części roślin. Chomik zimą budzi się co jakiś czas i sukcesywnie korzysta z zapasów. Na zimę wejścia do nor są zabudowywane mieszaniną ziemi, ekskrementów, słomy i plew. Podobne zamknięcie nory chomiki stosują w okresie złych warunków pogodowych, a samice w czasie porodu. Zaniepokojony chomik może także szybko zamknąć wylot nory świeżą glebą.
A. Górecki (1977) określił, że w okresie letnim statystyczny osobnik z polskich populacji używa przeciętnie 4,43 nory. Samce używają znacznie więcej nor (średnio 9,6), niż samice (średnio: 3,6). W sierpniu samice używają już jednak tylko jednej komory, która służy do rozrodu. Gdy młode osiągną wiek 5 tygodni, samica przenosi się z nimi do innej nory. Może to być nowo powstała nora (w 44% przypadków) lub przysposobiona stara, opuszczona (56%).

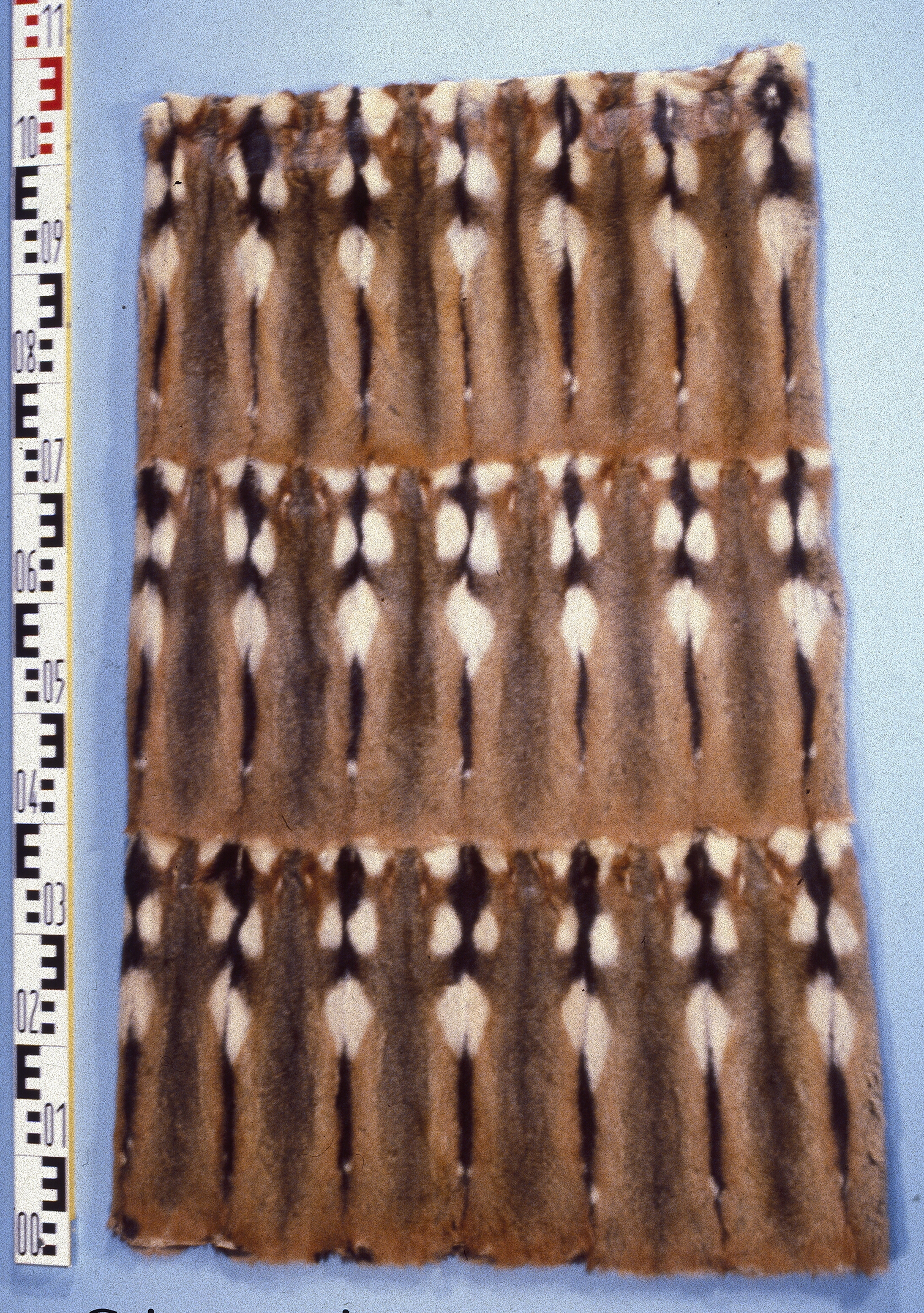
Skóry z chomika europejskiego

## Znaczenie gospodarcze
Chomiki europejskie bywają wykorzystywane do badań jako zwierzęta laboratoryjne. Nie są używane w hodowlach hobbystycznych. W Azji i Europie Wschodniej skóry chomika europejskiego były wykorzystywane w przemyśle futrzarskim. W NRD w latach 1952−1956 pozyskano futra chomików o wartości 12 mln USD, a w ZSRR w 1953 o wartości 16 mln USD. Międzynarodowa Unia Ochrony Przyrody informuje, że w Europie Wschodniej nadal prowadzony jest handel futrami C. cricetus.

## Zagrożenia i ochrona
W przeszłości chomik europejski zasiedlał rozległe tereny Europy i Azji. W drugiej połowie XX wieku odnotowano pierwsze dane o znacznym spadku liczebności populacji chomika europejskiego w krajach Europy Zachodniej. Za kluczowy czynnik badacze uznali rozwój współczesnego monolkulturowego rolnictwa i fragmentację siedlisk. Do czynników zaliczane są także między innymi: działania ukierunkowane na zwalczanie szkodników rolnych, nadmierna eksploatacja populacji, zanieczyszczenie środowiska i zmienność środowiskowa. W literaturze podkreślany bywa także efekt „spirali wymarcia”, który polega na tym, że małe, odizolowane i rozdrobnione populacje stają się automatycznie bardziej podatne na szereg zagrożeń, które w konsekwencji mogą powodować dalszy spadek liczebności, a nawet samoistne wymarcie. Na skutek znacznego spadku liczebności populacji i znacznego zmniejszenia zasięgu występowania gatunek ma w ośmiu krajach Europy status EN (gatunek zagrożony) lub CR (gatunek krytycznie zagrożony), a – według danych z 2009 roku – jedynie dwa kraje szacowały, że gatunek ten występuje nadal powszechnie. Na Białorusi, w Czechach, Rosji, na Słowacji, w Szwajcarii i na Ukrainie nie przeprowadzono badań pozwalających na wiarygodne określenie statusu gatunku.
W ustawodawstwie europejskim chomik europejski został ujęty w załączniku II konwencji berneńskiej (Konwencja o ochronie gatunków dzikiej flory i fauny europejskiej oraz ich siedlisk) jako gatunek podlegający ścisłej ochronie oraz w załączniku IV dyrektywy siedliskowej (92/43/EWG) jako gatunek podlegający ścisłej ochronie na terenie państw UE. W rekomendacji nr 79 z 1999 roku Stały Komitet Konwencji Berneńskiej uznał gatunek C. cricetus za „fundamentalny element dziedzictwa przyrodniczego Europy, który wymaga pilnych działań mających na celu jego ochronę przed wyginięciem”.
Plany przewidują ochronę i odtwarzanie siedlisk poprzez promowanie lub zachowanie tradycyjnego rolnictwa małoobszarowego z różnorodnością upraw sezonowych, oraz ochronę siedlisk polegającą na zawieraniu z rolnikami długoterminowych umów. Poszczególne elementy działań winny obejmować:
- poprawę w zakresie występowania pokrywy roślinnej,
- zwiększenie dostępności pożywienia,
- działania wspierające gromadzenie zapasów pożywienia na czas hibernacji,
- poprawę jakości siedlisk,
- zmniejszenie substancji zanieczyszczających środowisko lub substancji szkodliwych.

Aby powyższe zamierzenia mogły być realizowane należałoby wdrożyć regulacje dotyczące ograniczenia stosowania biocydów, głębokości i terminów zaorywania roli, oraz szerokości pasów pól uprawnych i technik nawożenia, a także zmniejszające udział roślin korzeniowych w płodozmianie. W rzeczywistości podjęto jedynie nieznaczne kroki w tym zakresie.

### StatusC. cricetusw „Czerwonej księdze gatunków zagrożonych”
Zakres ochrony C. cricetus w Europie jest bardzo zróżnicowany. Międzynarodowa Unia Ochrony Przyrody (IUCN) w opublikowanej w 2020 roku edycji Czerwonej księgi gatunków zagrożonych zalicza C. cricetus do kategorii gatunków krytycznie zagrożonych oznaczanej akronimem „CR” (ang. Critically Endangered).

#### Regulacje ochronne w Polsce
Chomik europejski jest uznawany za znaczącego szkodnika upraw rolnych, lecz ze względu na rzadkie występowanie został w Polsce wpisany na  listę gatunków prawnie chronionych. W 1995 roku został uznany za gatunek chroniony (Dz. U. 2001 nr 130, poz. 1455/56). Rozporządzenie Ministra Środowiska z dnia 12 października 2011 r. w sprawie ochrony gatunkowej zwierząt (Dz.U. z 2011 r. nr 237, poz. 1419) wymienia C. cricetus wśród gatunków objętych ochroną ścisłą, z zaznaczeniem że wymaga ochrony czynnej.
Na Czerwonej liście zwierząt ginących i zagrożonych w Polsce C. cricetus został ulokowany w kategorii „DD” (data deficient – nieokreślony stopień zagrożenia).

### Reintrodukcja w Holandii
Występowanie chomika europejskiego na terenie Holandii było ograniczone do obszarów prowincji Limburgia. W okresie od roku 1970 do 1997 granice zasięgu występowania gatunku C. cricetus zmniejszyły się tam o 74%, zaś w 1994 roku chomik europejski został wpisany na holenderską Czerwoną księgę gatunków zagrożonych jako gatunek krytycznie zagrożony. W 1999 utworzono plan ochrony gatunku i odłowiono 7 par wolno żyjących chomików, by stanowiły zaczątek hodowli rozrodczej dla przyszłej reintrodukcji. W następnych latach uzyskano potwierdzenie konieczności takiego działania, bowiem w 2002 roku podczas inwentaryzacji w okolicy Maastricht znaleziono już tylko jedną norę dziko żyjącego chomika europejskiego. W ramach prowadzonej hodowli uzyskano 950 sztuk. W latach 2002–2007 dokonano reintrodukcji 540 osobników w Holandii: w Sibbe (2002), Amby (2003), Heer (2004), Sittard (2005), Koningsbosch (2006), Puth (2006) i Wittem (2007) oraz 60 sztuk w Belgii.

## Obecność w kulturze
W krajach niemieckojęzycznych chomik jest synonimem zapobiegliwości i gromadzenia zapasów na trudne czasy. Także w języku polskim słowo chomikowanie oznacza robienie zapasów, także niepotrzebnych. Wizerunek chomika europejskiego był umieszczany na znaczkach pocztowych takich państw jak: Niemcy (1967), NRD (1970), Bułgaria (1994) – seria WWF, Jugosławia (1992), Czechy (2011), a na 2015 emisję znaczka planowała Słowenia. W literaturze polskiej chomik był jednym z drugoplanowych bohaterów bajki O krasnoludkach i o sierotce Marysi.